# The Road to France
The Road to France er en amerikansk stumfilm fra 1918 af Dell Henderson.

## Medvirkende
- Carlyle Blackwell - Tom Whitney
- Evelyn Greeley - Helen Bemis
- Jack Drumier - John Bemis
- Muriel Ostriche - Mollie
- George De Carlton - Robert Whitney